# Automator
Automator är ett program från Apple Computer som ingår i macOS. Syftet med programmet är att automatisera arbetsflöden.
Senaste version är 2.8.